# حملات موشکی ۱۴۰۲ ایران به پاکستان
حملات موشکی ۲۰۲۴ ایران به پاکستان حمله موشکی توسط سپاه پاسداران انقلاب اسلامی به خاک پاکستان در ساعات پایانی ۲۶ دی ۱۴۰۲، به آنچه مقرهای گروه جیش‌العدل توصیف کرده است. منطقه‌ای که هدف حمله موشکی قرار گرفت، منطقه‌ای به نام کوه سبز واقع در ایالت بلوچستان پاکستان بود. به گفته سپاه، یکی از مهم‌ترین مقرهای گروه جیش‌العدل، در این منطقه واقع شده است.

## پیش‌زمینه
به گزارش رسانه‌های جمهوری اسلامی ایران، در ۱۵ دسامبر ۲۰۲۳، یک حمله جیش‌العدل در شهرستان راسک، ۱۱ پلیس و سرباز وظیفه کشته شدند. حمله دیگری توسط این گروه در سال ۲۰۱۹ منجر به کشته شدن ۲۷ تن از کارکنان و مرزبانان سپاه پاسداران انقلاب اسلامی شد. خبرگزاری تابناک، در ساعت اولیهٔ این عملیات، به نقل از امیرعلی حاجی‌زاده فرماندهٔ نیروی هوافضای سپاه پاسداران انقلاب اسلامی اعلام کرد که این حملات، در پاسخ به انفجارهای کرمان انجام شده است. در این حملات، دو مقر مهم گروه جیش العدل مورد حملات موشکی و پهپادی قرار گرفتند و منهدم شدند. این حملات یک روز پس از حملات سپاه پاسداران به اربیل در کشور عراق صورت گرفت. این حملات در حالی انجام گرفت که در روز سه شنبه (ساعاتی پیش از حمله) خبرگزاری‌های ایران از برگزاری تمرینات مشترک نظامی نیروی دریایی ارتش ایران و نیروی دریایی ارتش کشور پاکستان در تنگهٔ هرمز گزارش دادند.

## پاسخ پاکستان
دولت پاکستان، در واکنش به این حملات، ضمن محکومیت این اقدام، آن را نقض حریم هوایی و نقض تمامیت ارضی کشور خود دانست و نسبت به پیامدهای آن هشدار داد. پاکستان همچنین سفیر خود از ایران را فراخواند. در بامداد ۲۷ دی، گروه جیش العدل، با صدور بیانیه‌ای، حملات موشکی و پهپادی ایران به مقرهای خود را تأیید کرد. جیش العدل در بیانیهٔ خود، اصابت ۶ پهپاد انتحاری و چند فروند موشک، به مواضع خود در کوه‌های مرزی بلوچستان را تأیید کرد.
همزمان با انتشار اخبار مربوط به حملات سپاه به گروه جیش العدل در خاک پاکستان، خبرگزاری‌های ایران از دیدار حسین امیرعبداللهیان وزیر امور خارجه ایران با انوار الحق کاکر نخست‌وزیر دولت موقت پاکستان در کشور سوئیس و در حاشیهٔ اجلاس داووس خبر دادند.
در نهایت سفیر پاکستان در ۶ بهمن ۱۴۰۲ به ایران بازگشت و دو کشور با «برادر» خطاب نمودن یکدیگر، همکاری علیه تروریسم در منطقه را ضروری خواندند.

## واکنش‌ها
- هند: هند اعلام کرد موضع سازش‌ناپذیری در قبال تروریسم دارد، و اقدامات کشورها در «دفاع از خود» را درک می‌کند.[۱۲]
- چین: مائو نینگ، سخنگوی وزارت امور خارجه چین، از پاکستان و ایران خواست که گفت‌وگو را در پیش گیرند و از اقداماتی که منجر به تشدید تنش می‌شود خودداری کنند. وی افزود که پکن این کشورها را همسایگان نزدیک خود می‌بیند.[۱۳]
- روسیه: وزارت امور خارجه روسیه از ایران و پاکستان خواست تا حداکثر خویشتنداری را به خرج دهند و اختلافات خود را از طریق دیپلماسی حل کنند یا خطر به بازی گرفته‌شدن به دست آنهایی که دوست دارند منطقه را به هرج و مرج بکشانند، به جان بخرند.[۱۴]

## تلفات
دولت پاکستان و جیش‌العدل مدعی شدند که در این حملات، ۲ کودک کشته و ۳ دختر نیز مجروح شده‌اند.

## حملات متقابل
دو روز پس از حملات پهپادی و موشکی سپاه پاسداران به مواضع گروه جیش العدل در خاک پاکستان، در روز پنجشنبه ۲۸ دی، وزارت امور خارجه پاکستان اعلام کرد که مخفیگاه چند گروه شبه نظامی مخالف خود در نزدیکی شهرستان سراوان استان سیستان و بلوچستان را مورد هدف قرار داده است. وزارت امور خارجه پاکستان، از این حملات به عنوان «حملات دقیق نظامی هدفمند علیه مخفیگاه‌های تروریست‌ها» یاد کرد. همچنین این وزارت خانه افزود: «پاکستان به حاکمیت و تمامیت ارضی جمهوری اسلامی ایران احترام کامل می‌گذارد و تأکید کرده که این حملات تنها «در خدمت امنیت پاکستان» بوده‌اند. بی‌بی‌سی فارسی، به نقل از علیرضا مرحمتی معاون امنیتی استاندار سیستان و بلوچستان، کشته شدگان این حمله را ۳ زن و ۴ کودک غیر ایرانی اعلام کرد.